# Lichfield
Lichfield ist eine Stadt in der englischen Region West Midlands und der Grafschaft Staffordshire, etwa 160 km nordwestlich von London und 25 km nördlich von Birmingham gelegen. Die Stadt zählt 27.900 Einwohner (Stand: 2001), ist der Verwaltungssitz des gleichnamigen Distrikts und liegt nahe dem Fluss Trent, eingebettet zwischen Hügeln im Süden und Osten.
Lichfield ist ein anglikanischer Bischofssitz. Der erste neuseeländische Bischof und spätere Primas der anglikanischen Kirche in Neuseeland, George Augustus Selwyn, wurde 1868 Bischof von Lichfield.
In der Nähe von Lichfield wurde im Jahr 2009 der Schatz von Staffordshire aus dem 7. Jahrhundert n. Chr. geborgen.

## Geschichte
Der Quaker George Fox beschrieb in seinem Tagebuch eine Vision aus dem Winter 1651/1652, dass die Stadt in Blut schwimme. Er fühlte sich von Gott berufen, barfuß durch die Stadt zu laufen und zu rufen: „Woe to the bloody city of Lichfield!“ (zu Deutsch: „Wehe dir blutige Stadt Lichfield“).

## Sehenswürdigkeiten

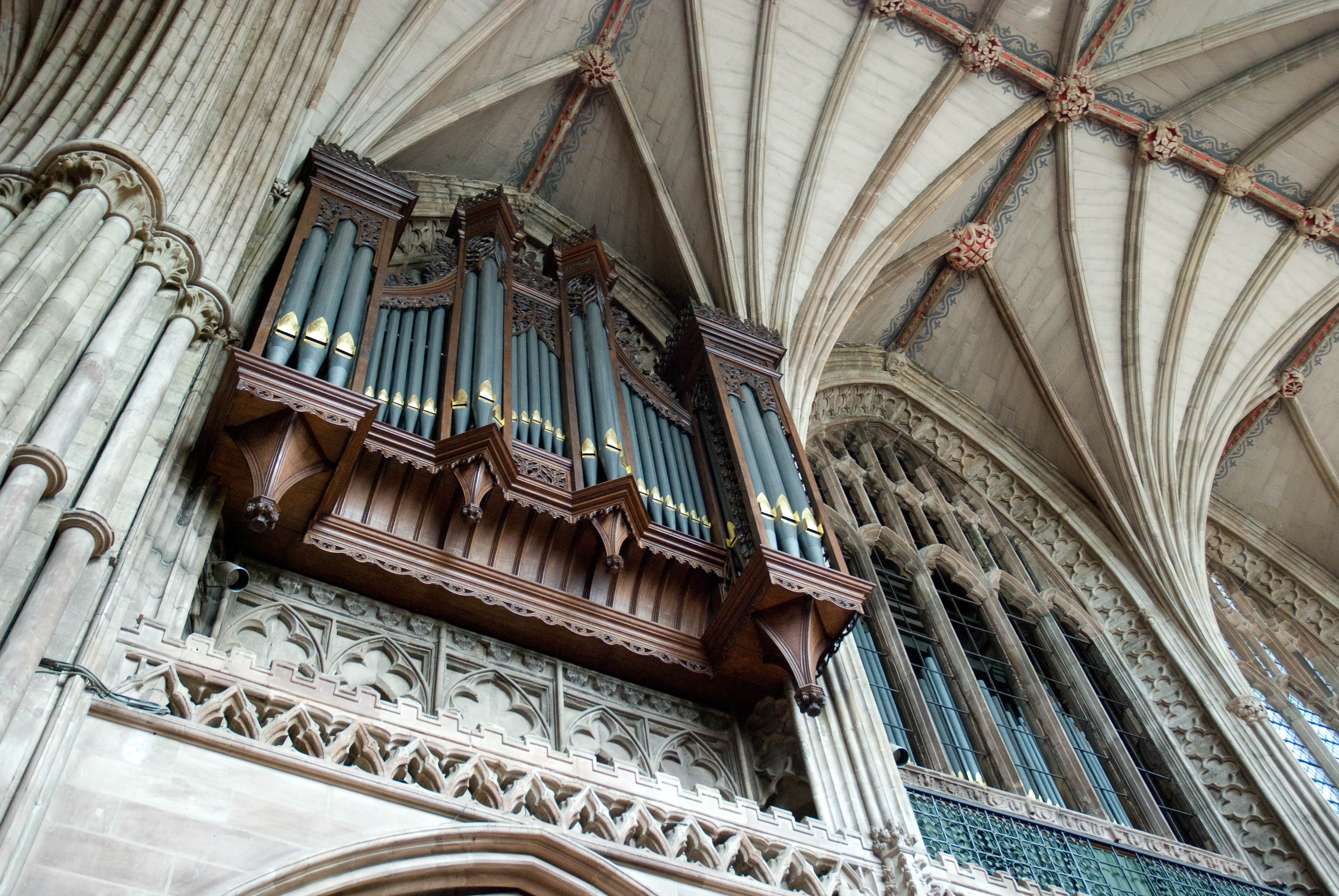
Orgel in der Kathedrale von Lichfield

- Lichfield Cathedral ist Englands einzige mittelalterliche Kathedrale mit drei Kirchtürmen mit Turmhelm;[2] der Mittelturm ist 80 m hoch. Sie wurde 1195 erbaut und mit der Marienkapelle 1330 fertiggestellt. Zuvor befand sich, wie Ausgrabungen bestätigten, an der Stelle ein normannischer Bau, der wiederum auf Fundamenten aus dem 7. Jahrhundert stand. Die Kathedrale wurde während der Bürgerkriege zur Zeit König Karls I. in der Belagerung der Stadt durch Parlamentstruppen 1643 schwer beschädigt und später mehrmals vollständig restauriert.
- The Bishop’s Palace (erbaut 1687) sowie ein theologisches Kolleg (erbaut 1837) befinden sich neben der Kathedrale.
- Das Frauenkrankenhaus Milley’s Hospital wurde 1504 erbaut

## Verkehrsverbindungen
Lichfield besitzt zwei Bahnhöfe. Die Lichfield City Railway Station liegt im Stadtzentrum und am Ende der Cross-City Line, die Lichfield mit Birmingham New Street Station sowie dem Bahnhof Lichfield Trent Valley verbindet. Der Bahnhof Lichfield Trent Valley am nordöstlichen Stadtrand von Lichfield liegt an der West Coast Main Line, die London mit dem Norden Englands und Schottland verbindet.
Die Autobahn M 6 Toll führt am südlichen Rand der Stadt vorbei.

## Töchter und Söhne der Stadt
- Samuel Johnson (1709–1784), Schriftsteller und Lexikograf
- Charles Darwin (1758–1778), Medizinstudent
- Cecil Cope (1909–2003), Kirchenmusiker, Sänger und Komponist
- Sophie Capewell (* 1998), Bahnradsportlerin
- Josie Nelson (* 2002), Radrennfahrerin

## Städtepartnerschaften
Lichfield unterhält Städtepartnerschaften mit:
- Limburg an der Lahn in Deutschland;
- Sainte-Foy-lès-Lyon in Frankreich.